# Polizeiruf 110: Frau Schrödingers Katze
Polizeiruf 110: Frau Schrödingers Katze ist ein Fernsehfilm von Oliver Haffner. Der vom Bayerischen Rundfunk produzierte Beitrag ist die 392. Episode der Krimireihe Polizeiruf 110, erstmals gesendet am 20. Juni 2021 im Programm Das Erste der ARD. Für die von Verena Altenberger verkörperte Ermittlerin Elisabeth Eyckhoff ist es ihr dritter Fall. Ilse Neubauer ist in der Rolle der Johanna Schrödinger besetzt.

## Handlung
Polizeioberkommissarin Elisabeth „Bessie“ Eyckhoff unterstützt die allein in ihrem Haus in München lebende Rentnerin Johanna Schrödinger dabei, ihre entlaufene Katze „Pandora“ zu suchen. Das Ehepaar Karin und Michael Meyer hingegen, das sich um den Haushalt der alten Dame kümmert, unternimmt mit Hilfe eines windigen Notars und einer gefälschten notariellen Vollmacht den Versuch, in den Besitz des Hauses zu kommen. Ein Verkauf würde einen Millionengewinn bedeuten.
Die 16-jährige passionierte Skateboardfahrerin Vicky Neumann stößt zufällig auf Frau Schrödingers Katze. Als deren Übergabe an Michael Meyer auf einem Parkdeck scheitert, weil dieser nichts von dem vereinbarten Finderlohn in Höhe von 100 Euro weiß oder wissen will, verfolgt Meyer Vicky mit seinem VW Golf. Dabei fährt er die junge Frau an und verletzt sie so schwer, dass sie noch am Unfallort verstirbt. Die Katze springt aus dem Karton, in dem Vicky sie zum Parkdeck mitgebracht hatte. Meyer kann sich unbeobachtet aus dem Staub machen.
Während die Polizei nach dem flüchtigen Fahrer sucht, vermutet Neumanns drogensüchtiger Freund Gordon diesen unter der Adresse von Johanna Schrödinger und versucht ihn zu erpressen. Als er das Erpresserschreiben in den Briefkasten wirft, hält ihn Johanna Schrödinger für den Briefträger und bittet ihn, bei der Suche nach ihrer Katze zu helfen. Als sie nach einem Foto des Tieres sucht, sieht Gordon in den geöffneten Schubladen Silbermünzen und Goldschmuck.
Der Notar konfrontiert Karin Meyer mit der Tatsache, dass die Vollmacht gefälscht sei. Er erpresst sie mit seinem Wissen und gemeinsam hecken sie aus, Frau Schrödingers Tod durch einen Brand herbeizuführen. Der Erlös aus dem Verkauf des Hauses soll dann geteilt werden. Frau Meyer will dafür sorgen, dass Johanna Schrödinger durch von ihr verabreichte Schlaftabletten in der Nacht nicht aufwacht, wenn der Notar sich ins Haus schleicht, um den Brand zu legen.
Eyckhoff lernt den Quantenphysiker Adam Millner aus Montreal kennen, mit dem sie sich später zum Abendessen trifft. Im Gespräch kommen die beiden auf das Gedankenexperiment Schrödingers Katze des Physikers Erwin Schrödinger. Weil am Unfallort auch ein Karton mit Katzengeruch sichergestellt wurde, vermutet Eyckhoff einen Zusammenhang zwischen der Katze Pandora und dem Unfall, und Vicky Neumanns Fingerabdrücke befinden sich auch tatsächlich auf dem Karton.
Gordon bricht bei Frau Schrödinger ein, um Münzen, Schmuck und weitere Wertgegenstände zu stehlen. In dieser Nacht besucht aber auch der Notar das Haus Schrödinger, um gemäß der Absprache, die er mit Karin Meyer getroffen hat, dafür zu sorgen, dass ein Brand im Haus ausbricht, bei dem Johanna Schrödinger den Tod finden soll. Im Haus trifft er auf den überraschten jungen Mann und stößt ihn im Kampf so unglücklich zu Boden, dass er den Sturz nicht überlebt. Er rollt die Leiche in einen Teppich und packt sie in den Kofferraum seines Wagens.
Als Johanna Schrödinger am nächsten Morgen die Post aus dem Briefkasten holt, trifft Eyckhoff gerade ein, die sich nach der verschwundenen Katze erkundigen will. Die Polizistin erfährt, dass die Meyers bei der alten Frau waren, als Vicky anrief und einen Finderlohn für die Katze verlangte. Als sie daraufhin bei Karin und Michael Meyer ermittelt, bestreitet Karin Meyer vehement, dass sie und ihr Mann überhaupt ein Auto besitzen würden. Etwa zur selben Zeit erschlägt Michael Meyer in seiner Wut den Notar, weil er denkt, der Erpresserbrief Gordons stamme von ihm. Dann fährt er mit dem Mercedes des Notars zu seiner Frau zurück. Als Elisabeth Eyckhoff kurz darauf mit der recherchierten Information, dass Meyers einen VW Golf besitzen, erneut bei ihnen klingelt, eskaliert die Situation. Das Ehepaar Meyer verlässt die Wohnung über ein Fenster zum Hinterhof. Karin Meyer flieht mit dem Fahrzeug des Notars, in dem noch die Leiche von Vicky Neumanns Freund liegt, nachdem sie zuvor ihren Mann beim hektischen Rangieren angefahren und achtlos zurückgelassen hat. Eyckhoff kann das Fahrzeug auf der Flucht stoppen. Frau Meyer wird verhaftet.
Als Millner, der beruflich nach Paris muss und dann an seine Arbeitsstelle in Montreal zurückkehren wird, sich von Eyckhoff verabschiedet, teilt sie ihm mit, dass sie zur Kripo versetzt werde.

## Produktion

### Dreharbeiten
Der Film wurde vom 3. November bis zum 3. Dezember 2020 in München gedreht.

### Hintergrund
Verena Altenberger lobte die Leistung ihrer 78-jährigen Kollegin Ilse Neubauer wie folgt: „Als ich den fertigen Film vor ein paar Tagen angesehen habe, ist mir erst aufgefallen, was sie alles gemacht hat, was ich am Set gar nicht wahrgenommen habe. Ihre Blicke, das Lächeln in den Augen, so wohl dosiert – das bekommt man gar nicht mit, selbst wenn man im Raum ist, das sieht nur die Kamera. Das ist wirklich ganz großes, ganz feines Schauspiel.“

### Soundtrack
Der Film beginnt mit dem Song Wann strahlst Du? von Erobique & Jacques Palminger, weitere Musik stammt von Sue Singer (Avalon), Hossam Ramzy, Jeevan Anandasivam & Martin Smith (Sur Keyfini Sur (Enjoy Your Ride)), Tèsfa-Maryam Kidané (Heywete), Roman Savigny (Paranoid) und Bobby Byrd (Hot Pants (I’m Coming, Coming, I’m Coming)), letzterer ein Funk-Song von James Brown. Die übrige Filmmusik wurde eigens für diese Polizeiruf-Folge von Arash Safaian komponiert.

## Rezeption

### Kritik
Thomas Gehringer bewertete den Film auf der Seite tittelbach.tv, gab ihm 4½ von 6 möglichen Sternen und stellte fest, dass diese Münchener Polizeiruf 110-Folge nicht nur „Elisabeth Eyckhoff ins Grübeln“ bringe, sondern auch „uns Zuschauer“. Weiter führte der Kritiker aus: „Die bitterböse Geschichte um ein gieriges Paar, das einer freundlichen alten Dame nach Haus und Leben trachtet, unterhält durch tragikomische Turbulenzen und einen charmanten Flirt zwischen der Polizistin und einem Physiker. Clemens Maria Schönborn (Drehbuch) und Oliver Haffner (Regie) entwickeln die Figur der selbstbewussten, sympathischen Kommissarin in einem Fall mit anspruchsvollem Hintergrundwissen weiter. Denn ‚Schrödingers Katze‘ ist ein berühmtes Gedankenexperiment aus der Quantenphysik.“ Gehringer lobte Verena Altenbergers „empathisches Spiel“, sie sei die „Sympathieträgerin, deren kluge, selbstbewusste Art die männlichen Kollegen herausfordert und verunsichert“. […] Für „positive Gefühle“ sorge „nicht nur die ohne jeden Kitsch und auf Augenhöhe aufkeimende Freundschaft mit dem Physiker, sondern auch der respektvolle, generationenübergreifende Umgang zwischen ‚Bessie‘ Eyckhoff und Johanna Schrödinger“.

„Den Zuschauer überrascht nichts, er weiß ohnehin bereits alles, während Ermittlerin Eyckhoff noch der Spur von Katzenurin folgt. Spannend ist in diesem Polizeiruf […] nicht sehr viel, im Vergleich mit den ersten temporeichen Fällen mit Verena Altenberger ist er sehr entschleunigt, wirkt mit der Geschichte der ahnungslosen Dame mit fiesem Zugehpersonal wie ein Krimi aus den Achtzigern, als bei Derrick und Der Alte die Ermittler noch unbedarft minutenlang starren durften.“

„Die Dialoge sind dermaßen ambitioniert, dass die bescheidene Handlung so wirkt, als habe man sie sich nur ausgedacht, um die Zeit zwischen diesen Dialogen zu überbrücken. […] Altenberger spielt […] immer noch mit dieser Leichtigkeit, aber letztendlich scheitert auch sie an den Dialogen, die sie wie schwere Ketten nach unten ziehen.“

„Dieser teils recht langsam erzählte und doch extrem spannende Krimi ist ein sehr würdiger Saisonabschluss. Einerseits erzählt er von durchaus denkbaren Dramen im ganz realen Leben von Menschen, die auf fremde Hilfe angewiesen sind. […] Andererseits entführt der Film behutsam in philosophische Welten und wagt den Versuch, die Poesie der Quantenphysik aufzuzeigen. Einen starken und herzhaft erfrischenden Kontrast dazu bilden dann wieder schwarzhumorige Szenen wie beispielsweise ein Showdown zwischen Einbrecher und Brandstifter.“

„Ein weniger auf konventionellen Spannungsaufbau als auf unerwartete Zusammenhänge und hintergründige Dialoge ausgerichteter (Fernseh-)Krimi. Die Kreuzung aus schwarzem Humor und humanen Gesten geht nicht immer auf, reibt sich aber durchaus konstruktiv aneinander.“

„Verbrecher, die übereinander und über die eigenen Füße stolpern, geben den Weg für so etwas wie Gerechtigkeit frei. Um es mit dem jungen Quantenphysiker zu sagen: Der Abgrund schaut irgendwann zurück, wenn man lang genug reinschaut.“

### Einschaltquoten
Die Erstausstrahlung von Polizeiruf 110: Frau Schrödingers Katze am 20. Juni 2021 wurde in Deutschland von insgesamt 7,87 Millionen Zuschauern gesehen und erreichte einen Marktanteil von 27,7 Prozent für Das Erste.